# Гебхард Грич
Гебхард Грич (рођен 21. децембра, 1956) аустријски спортски тренер, најпознатији је као кондициони тренер и саветник српског тенисера Новака Ђоковића. Грич је студирао спортски менаџмент на универзитетима у Инзбруку и Бечу, а 1985. године је магистрирао. 1994. године докторирао је на Универзитету у Бечу, са дисертацијом на тему „Приручник за развој играча: од талентованог јуниора до тениског професионалца”.
Један је од најбољих фитнес тренера на свету. Од 2009. године члан је стручног штаба српског тенисера Новака Ђоковића. Допринео је његовом побољшању физичке спреме и свеукупном напретку каријере, а до сада је Новак освојио четрнаест титула на гренд слем турнирима од када Грич ради са њим. Прекинули су сарадњу у мају 2017, али је Новак вратио Грича у свој тим почетком 2018. године.
Грич пружа услуге и преноси своје искуство многим спортским федерацијама и другим спортским организацијама.